# Arestha
Arestha este un gen de molii din familia Lymantriinae.